# Battaglia di Dien Bien Phu
La battaglia di Ðiện Biên Phủ (in francese: Bataille de Diên Biên Phu; in vietnamita: Chiến dịch Điện Biên Phủ) fu combattuta fra il 13 marzo 1954 e il 7 maggio 1954 dalle truppe francesi del Corpo di spedizione francese in Estremo Oriente (Corps expéditionnaire français en Extrême-Orient) e le truppe nazionaliste vietnamite del Viet Minh (abbreviazione di Việt Nam Độc lập Đồng minh Hội - Lega per l'Indipendenza del Vietnam) nei dintorni del villaggio di Ðiện Biên Phủ, nel nord-ovest del Vietnam.
Fu la battaglia decisiva della guerra d'Indocina e terminò con la vittoria totale del Việt Minh guidato da Võ Nguyên Giáp e la resa delle forze francesi accerchiate nella vallata di Ðiện Biên Phủ. L'esito della battaglia influenzò l'andamento dei negoziati fra le due parti in lotta in corso alla conferenza di Ginevra, portando alla fine della guerra e alla firma degli accordi di pace conclusi il 21 luglio 1954, in base ai quali la Francia dovette accettare di ritirare le proprie truppe dall'intera Indocina francese, mentre il Vietnam venne diviso temporaneamente in due parti lungo il 17º parallelo.
La battaglia di Ðiện Biên Phủ, che ebbe vasta risonanza in tutto il mondo, determinò la fine del dominio francese in Indocina e assunse una grande importanza storica simboleggiando la sconfitta irreversibile del colonialismo occidentale nel terzo mondo.

## Situazione strategica in Indocina
Dopo il successo a Hoa Binh, il comandante in capo delle forze Viet Minh, Võ Nguyên Giáp, intendeva espandere la sua azione e sferrare una grande offensiva in Laos, dove riteneva di poter sfruttare l'appoggio delle tribù montane per mettere in difficoltà i francesi, che schieravano sul territorio laotiano solo guarnigioni isolate nei centri principali e non disponevano di solide linee di rifornimento e comunicazione. Nell'ottobre 1952 Giáp iniziò a muovere una parte delle sue forze verso il Laos: due divisioni vietminh, la 308ª Divisione e la 316ª Divisione, occuparono un piccolo villaggio al confine con il Vietnam abitato dalla minoranza etnica dei T'ai e noto con il nome di Muong Thanh o di Ðiện Biên Phủ.

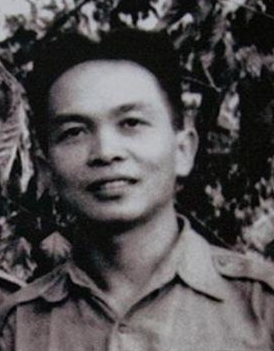
Il comandante in capo dell'esercito vietminh, Võ Nguyên Giáp.

Nell'aprile 1953 i vietminh entrarono in Laos per stabilire il collegamento con i guerriglieri comunisti del Pathet Lao e raggiungere la regione delle coltivazioni dell'oppio. L'alto comando francese, tuttavia, aveva già rafforzato una serie di guarnigioni fortificate nelle aree strategiche più importanti; dopo aver respinto con dure perdite nel novembre-dicembre 1952 gli attacchi vietminh contro la posizione di confine di Na San, i francesi erano solidamente schierati a Luang Prabang, nella Piana delle Giare e a Lai Chau e sbarravano le principali linee di comunicazione nel Laos. Giap quindi fece avanzare le sue truppe vicino alla Piana delle Giare e raggiunse Luang Prabang senza però tentare un attacco; temendo di rimanere bloccato nella regione con l'arrivo delle piogge monsoniche, ordinò ben presto di ripiegare e i vietminh abbandonarono le posizioni conquistate, compresa Dien Bien Phu.
Nel maggio 1953 giunse in Indocina il nuovo comandante in capo francese del corpo di spedizione, il generale Henri Navarre, veterano delle guerre mondiali preparato ed esperto, dal carattere solitario e austero, propenso a mostrare ottimismo sull'esito finale del conflitto in corso. Espresse subito fiducia e affermò in pubblico: «Vediamo chiaramente la vittoria come la luce alla fine di un tunnel». Il generale, inoltre, appena arrivato, si recò ad ispezionare il campo trincerato di Na San, che aveva resistito con tenacia e con successo agli attacchi Viet Minh; sembrò ben impressionato dalla capacità difensiva della posizione e apprezzò la solidità e l'efficienza della guarnigione.
In realtà, fin dal 24 aprile 1953 il governo francese aveva inviato una direttiva fondamentale al predecessore del generale Navarre, il generale Raoul Salan, avvertendolo di evitare rischiose manovre che avrebbero potuto mettere "in pericolo la sicurezza del corpo di spedizione". Sembra che il generale Navarre non avesse ricevuto istruzioni in merito dal capo del governo francese René Mayer al momento della sua partenza per l'Indocina e che Salan non avesse mostrato la direttiva ricevuta né messo in guardia il suo successore designato. Navarre, quindi, non fu avvertito della volontà politica di evitare nuove audaci operazioni come quella di Na San né consigliato di rinunciare a costituire un altro campo trincerato isolato.
Il nuovo comandante in capo francese riteneva fondamentale rinsaldare il morale del suo esercito organizzando operazioni aggressive; durante un incontro a Parigi il 16 giugno 1953 ritenne di aver ottenuto il consenso per i suoi piani dall'autorità politica, che peraltro non mancò di evidenziare come non fosse possibile fornire rinforzi per l'Indocina e come fosse necessario iniziare negoziati per trovare "una via d'uscita onorevole". In questa occasione si parlò anche dell'esigenza di difendere il Laos; i progetti esposti dal generale Navarre di occupare Ðiện Biên Phủ, tuttavia, incontrarono lo scetticismo del generale d'aviazione Corniglion-Molinier, il quale sostenne che la cittadina era troppo isolata. Nonostante queste critiche, il 25 luglio 1953 Navarre diede i primi ordini formali per studiare un piano di attacco a Ðiện Biên Phủ. I progetti francesi connessi con l'occupazione della località, in realtà, erano stati preparati fin dal 1952 su impulso del generale Salan, secondo lo schema che sembrava avere avuto successo a Na San.
Nell'agosto 1953 i francesi evacuarono per via aerea con pieno successo la base di Na San concludendo un ciclo di operazioni apparentemente favorevole, ma in ottobre il generale Giap riprese le operazioni nel nord-ovest e, dopo aver rinunciato ad attacchi nella regione del delta del fiume Rosso, inviò la 316ª Divisione vietminh verso Lai Chau. Questo movimento allarmò i comandanti francesi; il Laos, con il quale era stato concluso il 22 ottobre 1953 a Parigi un accordo difensivo, sembrò nuovamente minacciato e Navarre sollecitò il generale René Cogny, responsabile delle operazioni francesi nel Tonchino, a sviluppare in tempi brevi i piani di azione contro Dien Bien Phu.

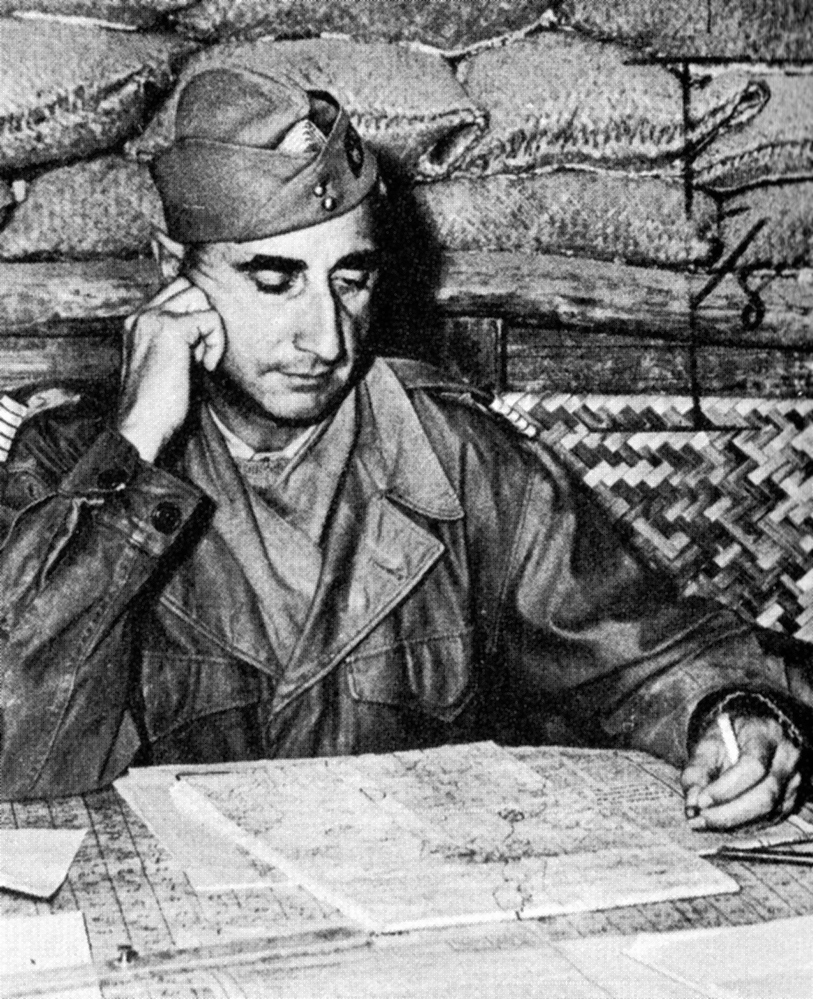
Il colonnello Christian de Castries, comandante delle forze francesi a Dien Bien Phu.

Il progetto per impossessarsi di Ðiện Biên Phủ, in codice operazione Castore, presentava alcuni vantaggi strategici: l'occupazione della località, situata in un'ampia vallata pianeggiante tra le colline del Tai Shan, avrebbe sbarrato la più importante via di comunicazione verso il Laos e isolato le unità vietminh localizzate nella regione di Luang Prabang. Avrebbe inoltre consolidato la resistenza dei partigiani Tai alleati ai francesi e disorientato le forze vietminh, consentendo contemporaneamente al comando del generale Navarre di evacuare in sicurezza la base di Lai Chau con la cosiddetta operazione Pollux. Le unità aviotrasportate a Ðiện Biên Phủ inoltre avrebbero potuto unirsi ai partigiani Tai ed effettuare, partendo dalla base nella valle, una serie di operazioni tattiche nell'area circostante, minacciando le retrovie nemiche.
All'inizio del mese di novembre 1953 l'alto comando francese in Indocina prese infine le decisioni definitive; Navarre, convinto dell'opportunità dell'operazione su Ðiện Biên Phủ, sollecitò la collaborazione di Cogny, che, pur essendo dubbioso, finì per obbedire disciplinatamente agli ordini. L'11 novembre il colonnello Nicot, comandante delle forze aeree francesi nel teatro indocinese, comunicò in un documento scritto che riteneva di non essere in grado di assicurare il rifornimento per via aerea di un'eventuale guarnigione isolata a Ðiện Biên Phủ. Il generale Cogny in un primo tempo sembrò impressionato dalle critiche del colonnello Nicot, ma alla fine, di fronte alla sicurezza di Navarre, preferì continuare i preparativi dell'operazione Castore e non si dimise.
Alcune concentrazioni vietminh erano sul lato opposto della valle, rifornite attraverso strade che sarebbero state tagliate. Queste forze sarebbero state costrette a spostarsi a est, su terreni più aspri, o a tentare di aprirsi le strade con un attacco alla base stessa. I francesi speravano nella seconda ipotesi. Inoltre lo stesso terreno avrebbe impedito il movimento nell'area dell'artiglieria Việt Minh, fornita dai cinesi.
D'altra parte, Ðiện Biên Phủ era abbastanza lontana da Hanoi e, se fosse scoppiata una grande battaglia, le unità di trasporto aereo francesi avrebbero avuto serie difficoltà a soddisfare le richieste. Anche se ritenevano che sarebbero appena stati in grado di far funzionare la cosa, nessun passo fu intrapreso per migliorare questa parte vitale dell'operazione.

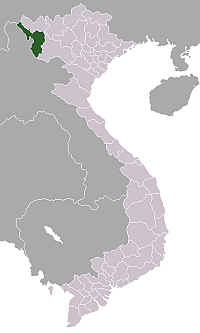
Ðiện Biên Phủ, nella Provincia di Dien Bien (colorata in verde) era abbastanza distante da Hà Nội, la sede del potere militare francese, tanto da rendere difficoltoso il trasporto aereo.

## Operazione Castore
Alla fine del 1953, mentre entrambe le parti si preparavano per i colloqui di pace, i francesi decisero di rafforzare la loro mano al tavolo delle trattative con una grande vittoria, e iniziarono il processo per prendere Ðiện Biên Phủ.
Le operazioni a Ðiện Biên Phủ iniziarono il mattino del 20 novembre 1953, quando l'operazione Castore in tre giorni paracadutò nella vallata 3000 uomini. Nelle settimane successive questa forza crebbe fino a 10814 uomini. Si trattava di una forza mista, il cosiddetto Groupement Opérationnel du Nord-Ouest (in sigla: GONO) che, al comando del brillante ed eccentrico colonnello Christian de Castries, era costituita da 2 battaglioni di T'ai, da tre battaglioni di "tirailleurs" algerini, da uno marocchino e da quattro battaglioni francesi tra paracadutisti e Legione straniera.
Queste truppe iniziarono a costruire nella valle una grande base aerea con due piste di decollo, mentre altre occuparono le otto colline che circondavano la valle, fortificandole. Ad ognuna delle colline fu dato un nome di una prostituta, in onore, si dice, dei successi come tombeur de femmes del comandante della piazzaforte, il colonnello (ed in seguito generale) De Castries. All'inizio del 1954 le truppe erano aumentate a 13000, con diverse unità di artiglieria e alcuni carri leggeri (10 M24).

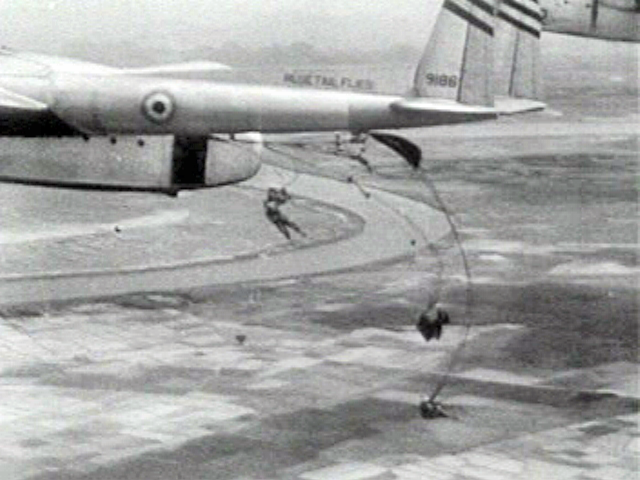
I paracadutisti francesi si lanciano nell'area di Dien Bien Phu durante l'operazione Castore.

I Việt Minh erano troppo sparsi per interferire con questi preparativi e ci fu qualche preoccupazione che stessero per ignorare la base e muoversi verso est.
Le cose cambiarono ai primi di marzo del 1954, quando divenne chiaro che un crescente numero di Việt Minh si stava concentrando nell'area. Fu allora che cominciarono a manifestarsi le prime divergenze tra il generale di divisione René Cogny e il suo diretto superiore, il generale Navarre, comandante delle truppe francesi stanziate in Indocina.
Il primo, convinto che la base di Ðiện Biên Phủ Phu potesse rappresentare solo un valido "punto d'appoggio" per pattugliamenti su larga scala da effettuare nella zona, insisteva affinché le truppe francesi appena paracadutate fossero impegnate fuori dal perimetro della fortificazione, per sloggiare i vietminh dalle colline sovrastanti il campo d'aviazione. Henri Navarre, al contrario, era fermamente convinto della necessità di trasformare l'avamposto di Ðiện Biên Phủ in un'autentica fortezza, in grado di resistere a un assedio protratto, da sfruttare solo in seguito come perno di manovra. Il suo collega sosteneva però che tutto questo sarebbe stato impossibile senza aver prima consolidato le posizioni sulle colline; e i fatti successivi gli avrebbero dato ragione.
La soluzione adottata alla fine fu un compromesso: metà della guarnigione sarebbe stata impiegata in azioni di guerra fuori dalle mura, per setacciare e occupare le colline più basse, mentre l'altra metà sarebbe rimasta all'interno con il compito di rafforzare le difese, impiantando una rete di bunker, scavando profonde trincee sui fianchi dei pendii ed estendendo la zona fortificata di diverse centinaia di metri.
Al riparo delle loro casematte, i francesi si sentivano al sicuro. Ma con gli effettivi ridotti della metà, chi avrebbe provveduto alla difesa del campo d'aviazione? Inoltre gli 80 C-47 disponibili potevano trasportare solo 150 tonnellate di materiale al giorno, mentre per completare le opere di difesa ne sarebbero occorse almeno 30000
Gran parte della responsabilità del disastro va dunque attribuita a questa divergenza di opinioni e ai problemi logistici a essa connessi.

## La battaglia
(Affermazione del generale Võ Nguyên Giáp, contenuta nel proclama letto ai soldati vietminh alla vigilia dell'attacco a Ðiện Biên Phủ)

### Gli attacchi iniziali del Việt Minh
La battaglia ebbe inizio poco dopo le ore 17 del 13 marzo 1954 quando, con grande sorpresa dei francesi, i vietminh iniziarono un massiccio sbarramento di artiglieria. I difensori di Ðiện Biên Phủ, nonostante fossero in attesa da giorni dell'attacco nemico, furono colti di sorpresa dalla violenza del bombardamento e si precipitarono all'aperto cercando di raggiungere le postazioni di combattimento, mentre le bombe di mortaio e i proiettili dei cannoni da 105 mm cadevano con precisione sulla pista d'atterraggio, incendiando i depositi e gli aerei a terra. Il fuoco dell'artiglieria vietnamita si rivelò subito potente ed efficace: molte postazioni furono colpite e subito i francesi subirono perdite tra soldati e ufficiali, caddero tra gli altri il tenente colonnello Gaucher, comandante della 13ª brigata della Legione straniera, e il maggiore Pégaux.

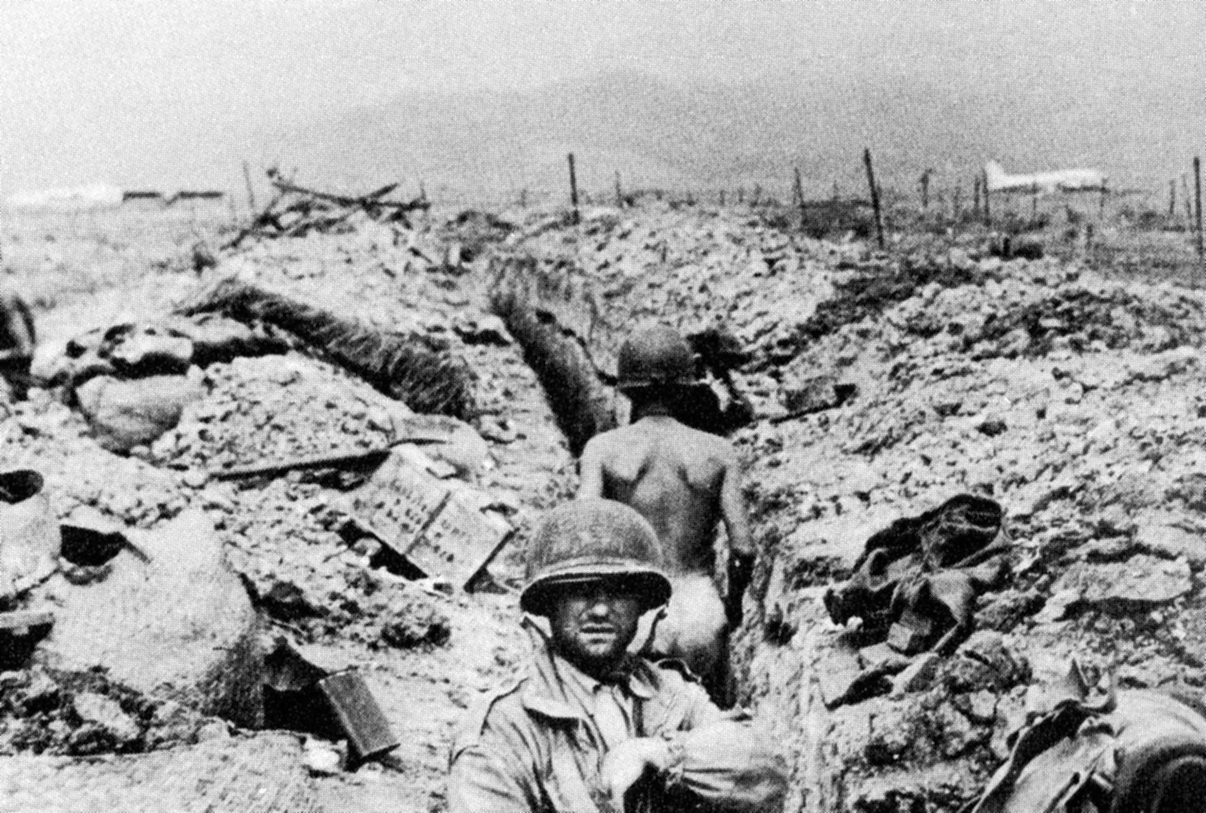
Truppe francesi in una trincea a Dien Bien Phu.

Mentre l'artiglieria vietnamita continuava il suo sbarramento, la fanteria della 312ª Divisione sferrò subito l'attacco alla postazione Béatrice, che, isolata a nord-est di Ðiện Biên Phủ, era particolarmente vulnerabile. I vietminh avevano raggiunto di nascosto nei giorni precedenti posizioni ravvicinate alle prime linee francesi e l'assalto, condotto da sei battaglioni, si rivelò subito incontrollabile. I gruppi d'avanguardia si sacrificarono per aprire varchi nelle difesa con lunghi tubi di bambù riempiti di esplosivo e le ondate della fanteria vietnamita riuscirono rapidamente a penetrare in più punti dentro Béatrice. I vietminh attaccarono da nord-ovest, nord e nord-est, episodi di eroismo individuale permisero di schiacciare i nidi di resistenza francesi e già alle ore 20 due capisaldi della postazione Béatrice caddero in mano della 312ª Divisione.
Il colonnello de Castries e i comandanti delle riserve, il tenente colonnello Langlais e il maggiore Séguin-Pazzis, contavano di organizzare un contrattacco e portare soccorso ai soldati del III battaglione della 13ª brigata della Legione straniera, che difendevano ancora una parte di Béatrice, ma la situazione della postazione divenne catastrofica in brevissimo tempo. Alle ore 23 i vietminh ripresero gli assalti e la posizione venne totalmente conquistata alle ore 00.15 del 14 marzo 1954, il soldato Nguyen Hum Oanh, innalzò la bandiera vietminh, rossa con la stella d'oro, su Béatrice, mentre altri reparti vietnamiti proseguirono nella notte e si avvicinarono alla postazione Dominique, dove iniziarono subito a scavare trincee.
Al mattino del 14 marzo 1954 venne concordata tra le due parti una breve tregua per facilitare il recupero e la cura dei feriti, ma la battaglia riprese alle ore 17.30 quando l'artiglieria vietminh iniziò un nuovo bombardamento distruttivo, che provocò di nuovo notevoli danni alle precarie fortificazioni francesi. Alle ore 20 i reparti d'assalto della 308ª Divisione sferrarono l'attacco alla postazione Gabrielle, difesa, al comando del maggiore Mecquenem e del maggiore Kah, da un battaglione del 7º reggimento fucilieri algerini. I vietminh avanzarono fino alla cima della postazione nonostante l'accanita resistenza; alle ore 22 l'assalto sembrò finalmente bloccato, ma un nuovo attacco ebbe inizio nella notte, alle ore 03.30 del 15 marzo 1954, e i difensori non furono più in grado di resistere. I comandanti Mecquenem e Kah erano entrambi gravemente feriti; i superstiti iniziarono a ripiegare verso sud, sperando nell'arrivo di rinforzi.
Il contrattacco francese venne effettivamente sferrato alle ore 05.30 del 16 marzo da deboli reparti del 1º battaglione straniero paracadutisti e del 5º battaglione paracadutisti vietnamiti al comando del maggiore Seguin-Pazzis, ma non poté ristabilire la situazione; le truppe di rinforzo raggiunsero solo le pendici meridionali di Gabrielle, che era ormai saldamente in possesso dei vietminh, mentre gli algerini avevano già ceduto tutte le posizioni. Il maggiore Mecquenem venne catturato e solo 170 algerini rientrarono nelle linee francesi. Vennero costituite posizioni difensive a sud della postazione. La perdita inattesa e subitanea di Béatrice e Gabrielle provocò un crollo del morale della guarnigione; il 16 marzo 1953 si verificarono defezioni tra i reparti del 3º battaglione T'ai schierato nella postazione Anne-Marie; i soldati, demoralizzati dal fuoco dell'artiglieria, abbandonarono la posizione e si dispersero; anche Anne-Marie venne facilmente occupata dai vietminh. Nella notte del 14-15 marzo 1954 si era già suicidato il colonnello Charles Piroth, comandante dell'artiglieria francese a Ðiện Biên Phủ, completamente sconvolto dall'efficacia dell'artiglieria nemica e dalla incapacità di controbatterla con i suoi cannoni, nonostante le ottimistiche assicurazioni ripetute per mesi prima dell'attacco.
L'andamento rapidamente disastroso della battaglia a Ðiện Biên Phủ aveva provocato lo sbalordimento e la demoralizzazione anche nei centri di comando francesi di Hanoi e Saigon; il completo fallimento dell'artiglieria e la debolezza delle forze aeree francesi, rese inefficaci dal tiro contraereo dei vietminh e dalle difficoltà del clima nebbioso e piovoso, rendevano la sconfitta quasi inevitabile. Il generale Cagny e i suoi ufficiali, estremamente pessimisti, comunicarono al generale Navarre che era "ragionevole cominciare a prendere in considerazione ipotesi catastrofiche". Anche Navarre riteneva la "battaglia persa", ma egli, convinto che la sconfitta che si profilava fosse responsabilità del potere politico in Francia e dell'aiuto cinese ai vietminh, non considerava decisiva la battaglia a Ðiện Biên Phủ e continuava a sperare in un grande successo della operazione Atlante in corso nell'Annam centrale.
I francesi risposero agli attacchi vietminh paracadutando dei rinforzi (fra i quali il 6º battaglione paracadutisti coloniali del celebre colonnello Marcel Bigeard) giunto a dare il cambio allo stremato 3º battaglione T'ai, che aveva deciso di non combattere più), ma questi vennero bersagliati dai cannoni della contraerea, un'altra sorpresa che i vietminh avevano in serbo per loro. Considerando il bisogno vitale di rifornimenti aerei, questo era uno sviluppo problematico. I francesi iniziarono anche a usare i loro caccia-bombardieri contro l'artiglieria vietnamita, ma non giunsero mai abbastanza vicini da ottenere degli effetti consistenti, considerando quanto bene quest'ultima era stata nascosta. Si risolsero pertanto a ordinare ai piloti dei C-47 e dei C-119 di lanciare i loro carichi da 2000 m anziché da 600 m.

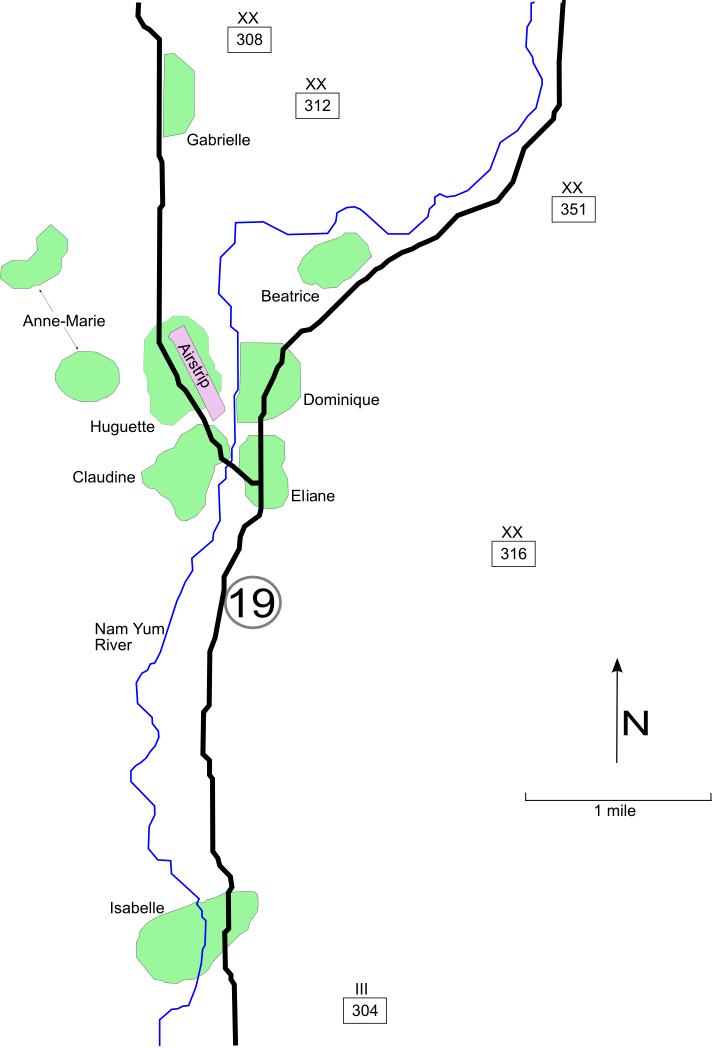
Lo schieramento francese a Dien Bien Phu nel marzo 1954. I Francesi presero posizione su una serie di colline fortificate. Isabelle, la più a sud, era pericolosamente isolata. I Viet Minh disposero le loro 5 divisioni (304ª, 308ª, 312ª, 316ª, e 351ª) nelle aree circostanti a nord e a est. Da queste postazioni, i Viet Minh avevano una chiara visuale delle fortificazioni francesi ed erano in grado di colpire con precisione usando l'artiglieria.

### L'assedio
Giáp, intanto, stava raccogliendo nuove riserve per l'assedio. A fine marzo disponeva ormai di una massa d'urto di 28 battaglioni, per un totale di tre divisioni, con un grosso parco d'artiglieria concentrato sulle colline attorno a Ðiện Biên Phủ. Avrebbe potuto lanciare tutti i suoi battaglioni contemporaneamente contro le difese di Ðiện Biên Phủ e schiacciare la sua guarnigione grazie al semplice peso del numero, investendola con un unico attacco diretto, ma scelse invece di adottare la tattica del lento strangolamento, tagliandole i rifornimenti e sottoponendola all'azione prolungata delle batterie situate sulle montagne.
Consapevoli dell'importanza dei rifornimenti aerei, i vietminh passarono così dai costosi assalti all'assedio, martellando di bombe le retrovie e i campi aerei fino a quando questi non vennero messi completamente fuori uso. In aggiunta iniziarono a scavare trincee e camminamenti verso il centro del campo, per portarsi via via sempre più vicini all'obbiettivo. La prima pista di decollo cadde dopo un'avanzata di cinque giorni, dal 18 al 23 marzo. L'ultimo aereo atterrò il 28 marzo sulla seconda pista, ma venne distrutto mentre eseguiva la manovra. I francesi risposero con un'offensiva il 28, attaccando le postazioni anti-aeree, con una brillante operazione architettata in sei ore dal tenente colonnello Bigeard e che vide le migliori truppe paracadutiste francesi tenere testa, attaccare e respingere un nemico dieci volte superiore. 
Fu la sera del 30 marzo che Giáp lanciò una nuova ondata di attacchi, colpendo simultaneamente l'agglomerato difensivo Huguette (in pianura as ovest) e le colline dei sistemi difensivi Dominique ed Éliane: in poche ore i tiratori marocchini persero Éliane-1, mentre gli algerini Dominique-1 e 2. La caduta delle colline Dominique avrebbe permesso ai Vietminh di dilagare alle spalle di Éliane ed oltre il fiume Nam Youm, verso il quartier generale della guarnigione; l'onda umana Vietminh fu però respinta dal fuoco di una batteria di obici del 4º Reggimento d'Artiglieria Coloniale, che dal piccolo posto Dominique-3 (in pianura alle spalle di Dominique-1 e 2) sparò ad alzo zero sul nemico, infliggendo gravi perdite. Il 31 marzo i Francesi ripresero le colline Dominique-2 ed Éliane-1, ma dovettero in seguito abbandonarle a causa della mancanza di rinforzi, in quanto tutte le riserve erano impegnate a difendere la collina Éliane-2 ed il Generale Navarre aveva all'ultimo annullato il lancio del 2º Battaglione del 1º Reggimento Cacciatori Paracadutisti.
A metà aprile la guarnigione era formata dai resti di cinque battaglioni di paracadutisti, quattro dei quali notevolmente sotto organico, più quattro indeboliti della Legione (1 paracadutisti il 1° REP, a questo si aggiungerà in seguito anche il 2° REP), oltre ai resti di alcuni battaglioni algerini e marocchini. Con i rifornimenti che giungevano solo con lanci paracadutati, il flusso iniziò ad affievolirsi. Una buona parte degli approvvigionamenti atterrava in territorio controllato dai vietminh, fornendo loro del materiale di cui avevano bisogno. A questo punto i vietnamiti avevano essenzialmente vinto la battaglia, e si riferirono alla fase restante come al "far sanguinare lentamente l'elefante morente", anche perché attacchi frontali avevano avuto come unico risultato quello di infrangersi contro la fanatica resistenza dei difensori. L'area sotto controllo francese veniva restringendosi ogni giorno di più, le due unità chirurgiche presenti all'interno della base lavoravano giorno e notte per alleviare le sofferenze ai feriti, le riserve di acqua e medicine erano agli sgoccioli e persino le munizioni scarseggiavano, al punto che diverse sezioni di mitraglieri ricevettero l'ordine di sparare soltanto brevi raffiche per tenere a bada il nemico.
Fu in questo periodo che si formò quella che in seguito venne definita dai detrattori la "mafia paracadutista", il colonnello Langlais - capo delle truppe paracadutiste - appoggiato dai comandanti di battaglione di tali unità (Bigeard, Botella, Tourret, Seguin Pazzis, Brechignac), prese direttamente le redini delle operazioni con il comandante ufficiale De Castries, che manteneva un profilo di pura forma. Da quel momento in poi i ruoli di comando venivano affidati non più in base al grado o all'anzianità, ma unicamente al valore personale del singolo ufficiale. Durante l'ultima settimana di aprile, arrivarono gli annuali monsoni, riducendo ulteriormente l'efficacia del supporto aereo che poteva venire fornito agli assediati e portando anche diverse malattie come il piede da trincea e una brutta forma di dissenteria. Le trincee allagate divennero pericolose e i bunker collassarono.
Fu così che, nelle ultime settimane di battaglia, entrambi i contendenti si ritrovarono a mollo nell'acqua putrida, con le latrine allagate e i pezzi del parapetto che cedevano trasformati in fango liquido. In questa poltiglia i soldati sguazzavano e consumavano il pasto, il più delle volte freddo, sempre piegati in due per non offrire bersaglio ai cecchini nemici e sempre sotto il fuoco delle granate.

### L'assalto finale
La battaglia di Ðiện Biên Phủ aveva ormai assunto tutti i connotati di una battaglia di logoramento, costosa in termini di mezzi e vite sciupate anche agli occhi dell'opinione pubblica internazionale e per di più insensata, dal momento che la sconfitta dell'esercito francese, benché i suoi comandanti non fossero disposti ad ammetterlo, era solo una questione di giorni.
Gli ultimi rimpiazzi, 4306 soldati, vennero paracadutati tra il 14 marzo e il 6 maggio e non riuscirono nemmeno a compensare le perdite sofferte in quel periodo, che ammontavano a 5500 A quel punto, gli uomini ancora in grado di reggersi in piedi erano meno di un migliaio.

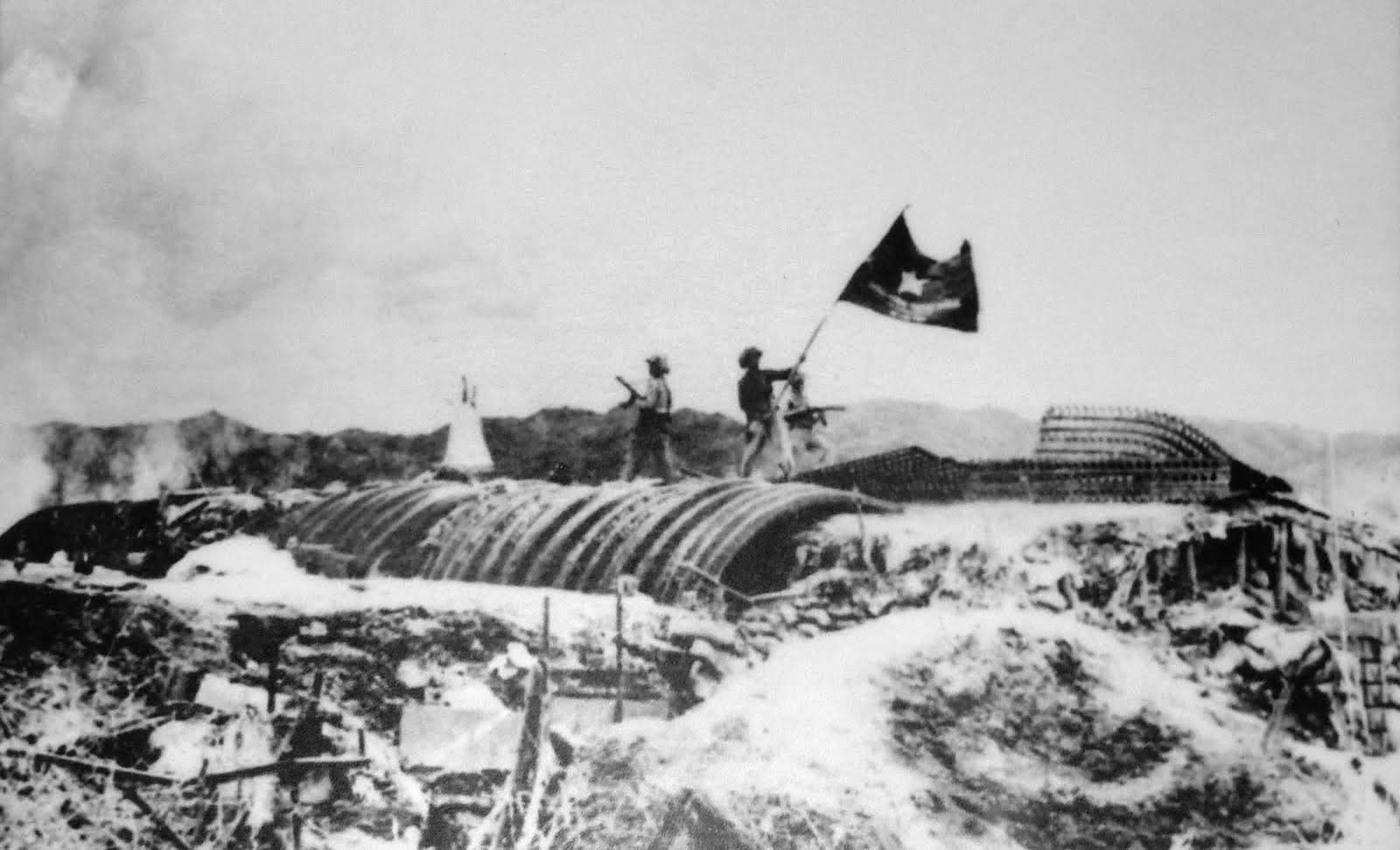
I vietminh innalzano la loro bandiera sulle posizioni francesi conquistate a Dien Bien Phu.

I francesi videro che la sconfitta era imminente, ma cercarono di resistere fino agli incontri di pace di Ginevra, che ebbero luogo il 26 aprile. L'ultima offensiva francese si svolse il 4 maggio, ma fu inefficace. I Việt Minh iniziarono quindi a martellare il forte con dei razzi russi appena acquisiti. La caduta finale prese altri due giorni, durante i quali i francesi combatterono, ma vennero infine travolti da un massiccio assalto frontale. La 308ª Divisione vietminh attaccò da ovest, mentre la 312ª Divisione attaccò da est e una parte della 316ª Divisione prese parte all'offensiva avanzando da sud; gli ultimi capisaldi francesi, "Huguette", "Dominique", "Claudine" ed "Elaine", caddero entro il 7 maggio 1954.
Alle ore 17 sul quartier generale del colonnello de Castries venne issata una grande bandiera bianca; poco dopo, tuttavia, il generale Cogny chiamò da Hanoi il comandante di Ðiện Biên Phủ e, adducendo l'esigenza di concludere degnamente una valorosa resistenza ed evitare una umiliante capitolazione formale, sottolineò in termini molto espliciti che doveva essere evitata una resa ufficiale. La bandiera bianca venne quindi rapidamente rimossa dal quartier generale.
Il posto di comando del colonnello de Castries venne attaccato alle ore 17.30 del 7 maggio dalla squadra d'assalto guidata dal capitano Ta Quang Luat e dai capisezione Chu Ta The e Van. Non è chiaro se la bandiera rossa con la stella d'oro del vietminh venne effettivamente innalzata in quel momento dalla squadra guidata dal caposezione Chu Ta The, che si era portata sul tetto del posto di comando, o se quell'evento storico venne ricreato in un secondo momento a scopi propagandistici. Alcune testimonianze francesi parlano solo di aver visto la bandiera bianca issata sul posto di comando del colonnello de Castries. Secondo altre fonti la bandiera rossa del Việt Minh venne effettivamente innalzata da Chu Ta The e due altri soldati alle ore 17.40; la scena poi sarebbe stata ripetuta alcuni giorni più tardi per il famoso operatore cinematografico sovietico Roman Karmen, che poi produsse un filmato che venne diffuso in tutto il mondo.
Il colonnello de Castries venne catturato dai vietnamiti al suo posto di comando; il capitano Ta Quang Luat disse al comandante nemico, che chiedeva di essere autorizzato ad ordinare alle sue truppe di cessare il combattimento, che "è inutile. Hanno già smesso senza il vostro ordine. Noi abbiamo vinto". De Castries sembrò temere di essere fucilato sommariamente, ma venne risparmiato e trasferito subito al servizio informazioni; caddero prigionieri anche i tenenti colonnelli Langlais e Bigeard.
Nel piovoso pomeriggio di quello stesso 7 maggio, Giáp venne informato che i francesi avrebbero cessato il fuoco per le ore 17:30. L'ultimo caposaldo a cadere fu "Isabelle". Là continuarono a battersi ancora mille uomini della Legione straniera che rifiutavano di arrendersi, posti sotto la guida del colonnello Lalande. Dopo aver esaurito tutte le scorte di munizioni, i sopravvissuti tentarono un'ultima sortita con il favore del buio, ma furono uccisi tutti quanti.
La battaglia per Ðiện Biên Phủ si era conclusa dopo quasi cinquantasei giorni di assedio. Circa 5000 dei 20000 soldati francesi che vi avevano preso parte erano morti in combattimento; si trattava in larga parte di paracadutisti o volontari della Legione straniera. Dei circa 50000 vietnamiti coinvolti si stima che 8000 morirono e altri 15000 vennero feriti: quasi metà delle forze attaccanti.

### Piani di intervento americani

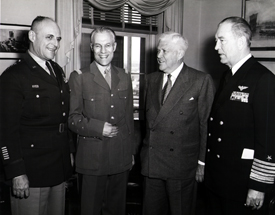
Incontro a Washington il 22 marzo 1954 tra il generale francese Paul Ely, secondo da sinistra, il generale Matthew Ridgway, primo a sinistra, il segretario alla difesa Charles Erwin Wilson, e l'ammiraglio Arthur Radford, ultimo a destra.

L'amministrazione americana del presidente Dwight Eisenhower era estremamente preoccupata per l'evoluzione della situazione politico-militare in Indocina; dopo la conclusione deludente della guerra di Corea e la crescita della potenza della Cina comunista, i dirigenti americani ritenevano essenziale fermare quella che sembrava un'avanzata minacciosa del comunismo in Asia. Nell'aprile 1954 venne codificata la cosiddetta teoria del domino, che richiedeva l'intervento americano per fermare ogni nuova possibile espansione comunista. I francesi erano consapevoli delle preoccupazioni americane e intedevano sollecitare un loro aiuto militare decisivo per salvare le truppe accerchiate a Ðiện Biên Phủ e rafforzare la loro posizione negoziale a Ginevra.
Il 20 marzo 1954 il generale Paul Ely, capo di stato maggiore generale francese, si recò negli Stati Uniti per richiedere il sostegno della superpotenza, egli ricevette il consenso dell'ammiraglio Arthur Radford, capo degli stati maggiori riuniti, che propose di sferrare la cosiddetta operazione Vulture ("operazione avvoltoio"), un piano di bombardamenti massicci con aerei Boeing B-29 Superfortress americani dalle basi nelle Filippine, che avrebbero dovuto martellare con attacchi notturni le postazioni vietminh intorno a Ðiện Biên Phủ.
Il governo francese accolse con sollievo il piano dell'ammiraglio Radford, che tuttavia, nonostante l'appoggio del generale delle forze aeree americane Nathan Twining, incontrò la netta opposizione del capo di stato maggiore dell'esercito, il generale Matthew Ridgway. Egli riteneva che i bombardamenti aerei non sarebbero stati risolutivi e che per supportare in modo efficace i francesi gli Stati Uniti avrebbero dovuto impiegare almeno sette divisioni da combattimento, che avrebbero dovuto essere incrementate in caso di intervento della Cina comunista. Il generale Ridgway ottenne il consenso degli altri membri degli stati maggiori riuniti, che conclusero che la guerra in Indocina "era il conflitto sbagliato nel posto sbagliato" e che l'Indocina non era un territorio strategicamente decisivo per la sicurezza degli Stati Uniti.
L'operazione Vulture in realtà non era il solo progetto pianificato all'interno degli alti comandi americani per sostenere la Francia nella fase cruciale della guerra d'Indocina: alcuni specialisti del Pentagono giunsero a proporre, sulla base di studi teorici sull'efficacia militare, l'impiego di armi atomiche tattiche per distruggere le forze vietminh intorno a Ðiện Biên Phủ. Sembra che questi progetti bellicosi abbiano ricevuto il consenso dell'ammiraglio Radford e forse anche del segretario di stato John Foster Dulles, che ne avrebbe parlato a Georges Bidault, il quale avrebbe respinto l'offerta americana. Un'altra versione afferma invece che furono i funzionari politici del dipartimento di stato americano che bloccarono il progetto e impedirono che la notizia fosse divulgata ai francesi e che trapelasse in pubblico.
Alla fine il presidente Eisenhower respinse le proposte dei suoi consiglieri militari; mentre anche Foster Dulles si dimostrò pubblicamente contrario all'intervento militare americano affermando che "i salvataggi dell'ultima ora sono isterici e inutili". Sembra che il presidente fosse fermamente contrario, sulla base dell'esperienza della seconda guerra mondiale e della guerra di Corea, ad interventi militari unilaterali degli Stati Uniti senza il preventivo consenso del Congresso e senza la partecipazione di altri alleati, soprattutto della Gran Bretagna. Egli richiese quindi il concorso dell'alleato britannico, ma il primo ministro Winston Churchill si dimostrò risolutamente contrario: il ministro degli esteri Anthony Eden rifiutò di essere coinvolto in "decisioni militare scriteriate", mentre Churchill confermò che la Gran Bretagna "non era pronta a fornire alcun appoggio". Eisenhower, privo del sostegno del suo principale alleato e ostacolato dai membri più influenti del Congresso, dovette rassegnarsi ad abbandonare a se stessa la Francia a Ðiện Biên Phủ; nel corso di una conferenza stampa il 29 aprile 1954, alla vigilia della battaglia finale, disse che "non era possibile sperare in una risposta completamente soddisfacente nei confronti dei comunisti" e che "il massimo che si può fare... è tirare avanti".

## Dopo la battaglia
I prigionieri presi a Điện Biên Phủ furono il numero più alto che i Việt Minh riuscirono mai a catturare, un terzo del totale dei prigionieri presi nell'intera guerra. I prigionieri vennero divisi in gruppi. Quelli sani e i feriti in grado di camminare vennero costretti a una marcia forzata di quasi 400 km, fino ai campi di prigionia, e centinaia morirono di malattie lungo la strada. Ai feriti, contati a 4436, furono date cure di base (triage) fino all'arrivo della Croce Rossa, che ne rimosse 838 e diede una migliore assistenza ai restanti, i quali vennero anch'essi inviati alla detenzione.

## Bilancio e conseguenze
La vittoria dei Việt Minh portò agli accordi di Ginevra del 1954, che divisero il Vietnam in un Nord comunista filo-sovietico e un Sud filo-occidentale. Questa suddivisione era stata prevista per essere temporanea, e le due parti avrebbero dovuto riunirsi con le elezioni nazionali del 1956. Gli USA appoggiarono il governo del Sud, guidato da Ngô Đình Diệm, che si oppose agli accordi, supponendo che Ho Chi Minh dal Nord avrebbe vinto le elezioni - anche se il governo del Sud venne creato in base ai termini di quell'accordo. Quindi cominciò la competizione per l'intero Vietnam, che sarebbe poi sfociata nella guerra del Vietnam.

## Un'altra Điện Biên Phủ?
Il comandante in capo del MACV, il generale William Childs Westmoreland, nel 1968 temette che la base dei marines di Khe Sanh, isolata vicino alla zona smilitarizzata sul 17º parallelo e minacciata dalle forze nordvietnamite, potesse trasformasi in una nuova Điện Biên Phủ. Egli, il presidente Lyndon B. Johnson e molti esperti militari e civili americani credevano realmente che il generale Võ Nguyên Giáp volesse ripetere lo stesso schema di Điện Biên Phủ e raggiungere un successo decisivo. Westmoreland, memore della sconfitta subita dai francesi nel 1954, come prima cosa fece occupare le colline circostanti dai battaglioni dei marines, per impedire al nemico di piazzarvi la sua artiglieria e inoltre organizzò l'operazione Niagara, un programma di bombardamenti aerei massicci e prolungati, con l'intervento sistematico anche dei bombardieri strategici Boeing B-52 Stratofortress, contro le presunte posizioni nemiche intorno alla base.
In realtà sembra che i nordvietnamiti non fossero affatto intenzionati a conquistare Khe Sanh e combattere una battaglia decisiva come Điện Biên Phủ: è possibile che l'assedio dei marines a Khe Sanh fosse un utile diversivo per attrarre nella zona la maggior parte delle forze americane e favorire la riuscita dell'offensiva del Têt. Il generale Westmoreland e molti dei suoi collaboratori non compresero i piani del nemico e furono colti di sorpresa dagli attacchi vietcong e nordvietnamiti alle grandi città del Vietnam del Sud. L'assedio di Khe Sanh terminò con un altro fallimento strategico e propagandistico per gli americani: la base non venne mai realmente attaccata dai nordvietnamiti, ma gli statunitensi finirono per evacuarla, abbandonando in mano nemica quelle posizioni che erano state ritenute in precedenza di così decisiva importanza.

## Il film di Schoendoerffer
Nel 1992 il regista francese Pierre Schoendoerffer (1928-2012), ex operatore di guerra che partecipò a quella battaglia (venendo catturato dai vietminh), realizzò un film, Dien Bien Phu, dai tratti crudi e asciutti, con una narrazione che non concede spazio a effetti speciali sensazionalistici, ma nemmeno a facili sentimentalismi. Lo stesso regista nel 1965 aveva girato un crudo film sulla guerra d'Indocina, intitolato 317º battaglione d'assalto.